# Fung Permadi
Fung Permadi (chinesisch 陳鋒, Pinyin Chén Fēng; * 30. Dezember 1967 in Purwokerto) ist ein ehemaliger Badmintonspieler aus Indonesien, der ab Mitte der 1990er Jahre für Taiwan startete.

## Karriere
Permadi startete seine Badmintonkarriere in Indonesien, hatte sich dort aber mit Weltklassespielern wie Ardy Wiranata, Alan Budikusuma, Joko Suprianto, Heryanto Arbi und Hermawan Susanto auseinanderzusetzen. Mit seinem Wechsel nach Taiwan spielte er Ende der 1990er, deutlich nach seinem 30. Geburtstag, wohl sein bestes Badminton. Bei der Badminton-Weltmeisterschaft 1999 schaffte er es sogar bis ins Finale und gewann Silber.

## Sportliche Erfolge
| Platz                          | Disziplin    | Datum                            | Ort                        |
| ------------------------------ | ------------ | -------------------------------- | -------------------------- |
| Badminton-Weltmeisterschaft    |              |                                  |                            |
| 2                              | Herreneinzel | Badminton-Weltmeisterschaft 1999 | Kopenhagen, DEN            |
| Badminton-Asienmeisterschaft   |              |                                  |                            |
| 3                              | Herreneinzel | 1999                             | Kuala Lumpur, MAS          |
| Internationale Meisterschaften |              |                                  |                            |
| 1                              | Herreneinzel | 1990                             | German Open                |
| 1                              | Herreneinzel | 1990                             | Polish Open                |
| 1                              | Herreneinzel | 1990                             | Canada Open                |
| 1                              | Herreneinzel | 1993, 1999                       | Swiss Open                 |
| 1                              | Herreneinzel | World Badminton Grand Prix 1996  | World Badminton Grand Prix |
| 1                              | Herreneinzel | 1996                             | Hong Kong Open             |
| 1                              | Herreneinzel | 1990, 1998                       | US Open                    |
| 1                              | Herreneinzel | 1999                             | Korea Open                 |
| 1                              | Herreneinzel | 1999                             | Chinese Taipei Open        |